# Câmara Municipal de São Carlos
Câmara Municipal de São Carlos é o órgão legislativo do município de São Carlos, no estado de São Paulo. Atualmente, é formada por 21 vereadores.

## História da câmara
A primeira sessão data de 15 de setembro de 1865, quando era ainda a "Vila de São Carlos do Pinhal", na qual as casas se espalhavam em torno do pátio da capela "derramando-se ladeira abaixo pelas ruas laterais até os alagados das águas do córrego do Gregório".[carece de fontes?]
Foi o major Joaquim Roberto Rodrigues Freire o seu primeiro presidente – empossado pelo então presidente da Câmara de Araraquara, dr. Joaquim de Almeida Leite Morais. Uma vez que na época ainda não havia um prédio para sediar os trabalhos, os vereadores foram investidos no cargo na casa do tenente-coronel Antonio Carlos de Arruda Botelho, o Conde do Pinhal, que ficava na então Rua da Mata, atual 13 de Maio.

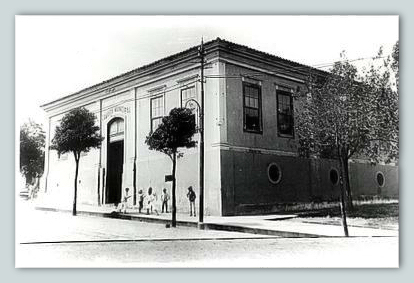
Antigo edifício da Câmara (1884-1921), no Largo Municipal.

Na mesma época em que chegava a estrada de ferro, nos anos 1880, a paisagem urbana se transformava, surgiam os solares nobres assobradados e de sacadas ornadas de brasões. Nesse cenário, a Câmara instalou-se, em 1884, num prédio próprio, localizado na Praça Coronel Salles, então chamada Largo Municipal, fazendo frente com o atual prédio do São Carlos Clube. Foi construído por Attilio Picchi e, numa coincidência com o prédio atual, antes de abrigar o Legislativo funcionou como uma cadeia.[carece de fontes?]
A construção foi auxiliada pelo tesouro provincial e por diversas pessoas, entre elas o coronel Francisco da Cunha Bueno, depois Visconde, que fez doação de seus subsídios de deputado, no valor de 3 contos de réis. O presidente da Província (nome que se dava ao governador do Estado), conselheiro Francisco de Carvalho Soares Brandão, também deu uma contribuição em dinheiro para a obra. Dois de seus filhos casaram-se com filhas do Visconde do Pinhal.[carece de fontes?]
A ata da sessão que inaugurou o novo prédio no dia 22 de outubro de 1884 trouxe agradecimentos ao Major João Batista de Arruda, à sua viúva, Dona Cândida Maria Pureza e a Carlos Augusto do Amaral, "que por longos e sucessivos anos emprestaram suas casas para as sessões do Júri".[carece de fontes?]
Em meados do século XIX, o campo político da cidade era disputado entre "cascudos", cujo líder era o Visconde da Cunha Bueno, e "farrapos", liderados pelo Conde do Pinhal. Mais tarde, duas correntes se alternariam no poder em São Carlos, os faustinos (representantes dos botelhistas) e os bicheiros (representantes dos salistas). Nos primeiros anos da república, tiveram predomínio os botelhistas. Após, a eleição de Campos Sales ao governo do Estado em 1896, até o início do século XX, os salistas ganharam importância política.

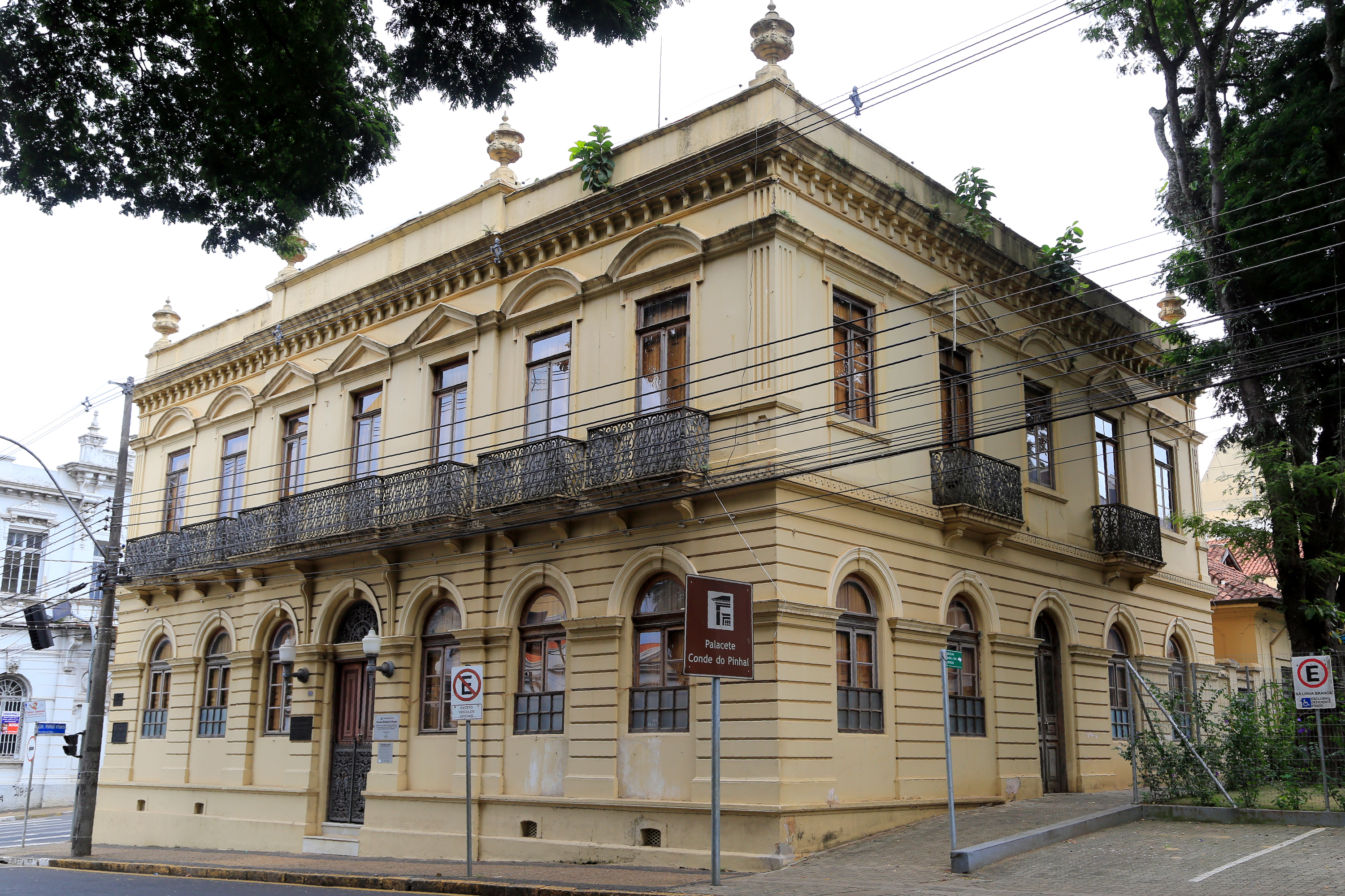
Palacete Conde do Pinhal, antiga sede da Câmara (1921-1952).

Por quase quatro décadas o edifício do Largo Municipal serviu como sede administrativa, até 1921, ano em que foi adquirido o Palacete Conde do Pinhal. Nesse período São Carlos teve uma grande transformação, em decorrência das novas condições de progresso trazidas pela estrada de ferro. Já na virada para o século XX, na condição de uma das mais importantes cidades do interior paulista, com tantos melhoramentos chegando ao mesmo tempo, o prédio acanhado já não comportava as funções públicas que se exerciam dentro dele.[carece de fontes?]
A aquisição do palacete foi um processo iniciado em 1917 na gestão do prefeito Capitão Elias Augusto de Camargo Salles, o Nhozinho Salles, herdeiro político do Coronel José Augusto de Oliveira Salles, o Nhonhô Salles, e só concluído na gestão do Prefeito Eugênio Franco de Camargo. Houve uma grande festa quando a Câmara ali se instalou.[carece de fontes?]
Quanto ao antigo prédio do Largo Municipal, foi alugado para várias atividades, de escola noturna até alojamento de recrutas do Tiro de Guerra. No projeto de remodelação da praça Coronel Salles, iniciado pelo Prefeito Joaquim Evangelista de Toledo em 1926, o edifício foi demolido.[carece de fontes?]
Até o início do século XX, o chefe do executivo, atual prefeito, era denominado intendente. Era também um vereador, tendo, portanto, duas funções. Essa forma de governo ocorreu até 1936. Depois disso, os vereadores continuaram escolhendo os prefeitos entre si, mas este tinha que deixar o cargo como legislador para desempenhar a função executiva, sistema que perdurou até a queda da democracia em 1937, com o estabelecimento da ditadura por Getúlio Vargas.[carece de fontes?]
Um total de 36 mesas diretoras conduziram os trabalhos até a dissolução da Câmara em julho de 1937, pelo Estado Novo. Na ocasião era presidente da câmara o Dr. Ernesto Pereira Lopes, o qual depois se tornaria o vereador de São Carlos que alcançou o mais alto cargo político após se tornar deputado: presidente da Câmara dos Deputados.[carece de fontes?]
As atividades legislativas ficaram suspensas até o início do ano de 1948. Ao serem restabelecidas as instituições democráticas, havia um novo Regimento Interno e 27 vereadores, destacadas figuras da sociedade local.

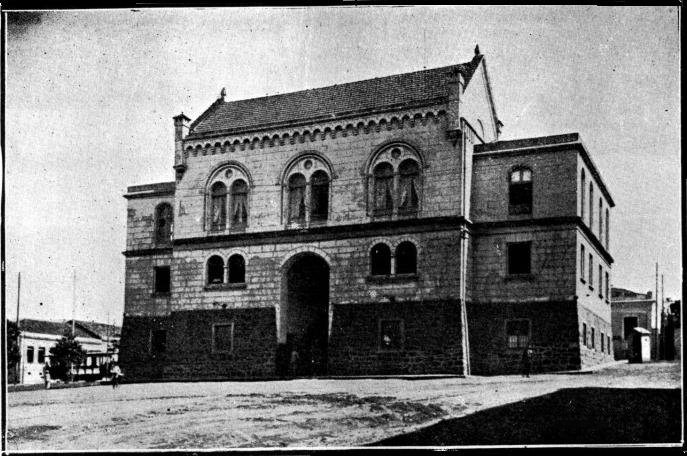
Edifício Euclides da Cunha, antigo Fórum (1900-anos 1950) e atual sede da Câmara (1952-presente).

Era essa a configuração da Câmara quando, em 1952, houve a mudança para o atual prédio da rua 7 de Setembro, quando era presidente o Dr. Aldo de Cresci. Antes de abrigar a Câmara, funcionaram, neste edifício, a cadeia pública e o Fórum da Comarca.
Em 1960, o prédio foi batizado em homenagem ao autor de Os Sertões, que residiu na cidade na época em que o prédio foi construído (1900). Euclides da Cunha acompanhava, como engenheiro do Estado, a construção do prédio do Grupo Escolar Coronel Paulino Carlos. Por um curto período, a sede da Câmara abrigou também o Museu Histórico e Pedagógico Cerqueira César.
A Comarca de São Carlos conseguira a construção deste prédio próprio para o Fórum no final do século XIX. No governo de Bernardino de Campos, que promovia uma reforma da organização judiciária, a secretaria de obras púbicas contratou a elaboração da planta do edifício com o arquiteto Victor Dubugras (1868-1933). Cabia ao município empreitar e dirigir com mão de obra local a construção e então a Câmara contratou o mestre de obras do período Attilio Picchi.[carece de fontes?]
O edifício do fórum foi inaugurado no dia 10 de maio de 1900 e, como era costume, abrigou, além das atividades da Justiça, a cadeia pública e a sede do destacamento policial, cujas dependências ficavam no andar térreo sem comunicação com a parte forense, e cujo acesso se fazia pela rua 7 de setembro, onde havia guaritas dos soldados da guarda. Uma reforma alterou a entrada principal do prédio do fórum e, em 1952, Câmara Municipal se transferiu para este edifício.[carece de fontes?]
Nos anos 1960, o Regimento Interno (conjunto de normas que regem o funcionamento da casa) foi elaborado coma colaboração do Dr. Hely Lopes Meirelles, então Juiz de Direito em São Carlos. O ordenamento serviu de modelo para similares em diversas Câmaras Municipais do país.
O prédio da Câmara passou por um trabalho de restauração em 1995 e o atual Regimento Interno foi elaborado em 1998 (Resolução nº 206).
Em 2009, sob presidência do vereador Julio Cesar (Democratas), foi criado o projeto “Visite a Câmara”, onde grupos de alunos de todas as idades das redes pública e particular, assim como estudantes universitários, historiadores, aposentados, trabalhadores e para o público em geral podem agendar visitas à casa.
Neste mesmo ano, em 15 de setembro, a Câmara completou 144 anos de atividades e neste ano comemorou pela primeira vez o "Dia do Legislativo". Foi inaugurada placa com os nomes de todos os legisladores que exerceram mandato na Casa e prestada homenagem a Rodolpho Partel, que presidiu a Câmara nos anos 1970.[carece de fontes?]
Em 2011, a Câmara aprovou o aumento do número de vereadores, de 13 para 21.
Da Monarquia à República, passando pelo Estado Novo, o ciclo militar e a redemocratização, a Câmara esteve no centro de todas as conquistas mais importantes para o desenvolvimento de São Carlos. Das primeiras ruas à expansão urbana e definição do perfil industrial e agrícola, passando pelo desenvolvimento escolar.[carece de fontes?]

## Sedes
Sedes da Câmara:
- Residências diversas (1865-1884)
- Edifício do Largo Municipal (1884-1921): localizado na esquina da Av. São Carlos com a R. Major José Inácio, na atual Praça Cel. Salles; demolido em 1926.
- Palacete Conde do Pinhal (1921-1952): construído em 1887, foi sede do Colégio São Carlos (1906-1913), da prefeitura e da câmara (1921-1952), da prefeitura apenas (1952-2008), e de outros órgãos municipais (2008-2016), atualmente vago.
- Edifício Euclides da Cunha (desde 1952): construído em 1901, foi simultaneamente cadeia pública, sede do destacamento policial e fórum da cidade (1901-1951).

## Vereadores eleitos para a 19ª Legislatura 2025-2028
Estes são os vereadores eleitos em 6 de outubro de 2024:
| Mesa Diretora (2025-2026) | Mesa Diretora (2025-2026)     |
| ------------------------- | ----------------------------- |
| Presidente                | Lucão Fernandes (PP)          |
| 1.º Vice-Presidente       | Bruno Zancheta (Republicanos) |
| 2.º Vice-Presidente       | Sergio Rocha (PRD)            |
| 1.º Secretário            | Edson Ferraz (MDB)            |
| 2.º Secretário            | Ubirajara Teixeira (Podemos)  |

|    | Nome                                                                                  | Partido | Votos | %     | Observações |
| -- | ------------------------------------------------------------------------------------- | ------- | ----- | ----- | ----------- |
| 1  | Djalma Nery Ferreira Neto (São Paulo, 06.08.1987–)                                    | PSOL    | 4.754 | 3,81% | Reeleito    |
| 2  | Bruno Rafael Marques Zancheta (São Carlos, 16.09.1992–)                               | REP     | 4.037 | 3,24% | Reeleito    |
| 3  | Raquel Auxiliadora dos Santos (Campinas, 19.07.1983–)                                 | PT      | 3.058 | 2,45% | Reeleita    |
| 4  | Luis Carlos Fernandes da Cruz, Lucao (Rincão, 10.11.1961–)                            | PP      | 2.975 | 2,39% | Reeleito    |
| 5  | Júlio Cesar Pereira de Souza (São Carlos, 15.09.1970–)                                | PL      | 2.721 | 2,18% |             |
| 6  | Maria Aparecida Rodrigues dos Santos, Cidinha Do Oncologico (São Paulo, 10.05.1952–)  | PP      | 2.477 | 1,99% | Reeleita    |
| 7  | José Alvim Filho, De Alvim (Três Corações, 30.07.1973–)                               | SD      | 2.477 | 1,99% | Reeleito    |
| 8  | Ubirajara Teixeira, Bira (São Carlos, 02.05.1975–)                                    | PODE    | 2.457 | 1,97% | Reeleito    |
| 9  | Dhony Oliveira Souza, Parana Filho (Campo Mourão, 07.08.1987–)                        | PP      | 2.387 | 1,91% | Reeleito    |
| 10 | Larissa Alves de Camargo Albino (São Carlos, 02.11.1986–)                             | PCdoB   | 2.361 | 1,89% |             |
| 11 | Luiz Antonio Navarro Magalhães Luz, Lineu Navarro (Monte Santo de Minas, 12.06.1957–) | PT      | 2.212 | 1,77% |             |
| 12 | Aleksander Fernandes Vieira, Malabim (Jales, 16.06.1970–)                             | PRD     | 2.132 | 1,71% | Reeleito    |
| 13 | Elton Carvalho Porto (Urandi, 24.02.1987–)                                            | REP     | 2.100 | 1,68% | Reeleito    |
| 14 | Edson Aparecido Ferraz (São Carlos, 14.03.1966–)                                      | MDB     | 2.002 | 1,61% |             |
| 15 | Leandro Augusto do Amaral, Guerreiro (São Carlos, 28.01.1984–)                        | PL      | 1.935 | 1,55% |             |
| 16 | Sergio Alves Rocha (Jandaia do Sul, 25.05.1963–)                                      | PRD     | 1.919 | 1,54% | Reeleito    |
| 17 | Andre Correa Rebello (Rio Claro, 01.02.1974–)                                         | PSDB    | 1.726 | 1,38% | Reeleito    |
| 18 | Gustavo Caetano Pozzi da Cunha (São Carlos, 10.02.1979–)                              | PP      | 1.635 | 1,31% | Reeleito    |
| 19 | Fernanda dos Santos Castelano Rodrigues (São Paulo, 23.09.1974–)                      | PSOL    | 1.271 | 1,02% |             |
| 20 | Fabio Luis Zanchin (São Carlos, 09.09.1971–)                                          | SD      | 1.246 | 1,00% |             |
| 21 | Thiago De Jesus Braga Quirino dos Santos (São Carlos, 25.12.1988–)                    | MDB     | 1.201 | 0,96% |             |

## Vereadores eleitos para a 18ª Legislatura 2021-2024
Estes são os vereadores eleitos em 15 de novembro de 2020:
| Mesa Diretora (2021-2022) | Mesa Diretora (2021-2022)    |
| ------------------------- | ---------------------------- |
| Presidente                | Marquinho Amaral (Podemos)   |
| 1.º Vice-Presidente       | Malabim (PTB)                |
| 2.º Vice-Presidente       | Rodson Magno do Carmo (PSDB) |
| 1.º Secretário            | Bruno Zancheta (PL)          |
| 2.º Secretário            | Professora Neusa (Cidadania) |

|    | Nome                  | Partido       | Votos | %     | Observações |
| -- | --------------------- | ------------- | ----- | ----- | ----------- |
| 1  | Djalma Nery           | PSOL          | 3.106 | 2,82% |             |
| 2  | Elton Carvalho        | Republicanos  | 2.381 | 2,16% | Reeleito    |
| 3  | Malabim               | PTB           | 1.963 | 1,78% | Reeleito    |
| 4  | Rodson                | PSDB          | 1.894 | 1,72% | Reeleito    |
| 5  | Lucao                 | MDB           | 1.870 | 1,70% | Reeleito    |
| 6  | Roselei Françoso      | MDB           | 1.682 | 1,53% | Reeleito    |
| 7  | Gustavo Pozzi         | PL            | 1.660 | 1,51% | Reeleito    |
| 8  | Parana Filho          | PSL           | 1.646 | 1,49% | Reeleito    |
| 9  | Cidinha do Oncologico | PP            | 1.585 | 1,44% | Reeleita    |
| 10 | Bira                  | PSD           | 1.353 | 1,23% |             |
| 11 | Marquinho Amaral      | PSDB          | 1.344 | 1,22% | Reeleito    |
| 12 | Professor Azuaite     | Cidadania     | 1.308 | 1,19% | Reeleito    |
| 13 | Raquel Auxiliadora    | PT            | 1.292 | 1,17% |             |
| 14 | Sergio Rocha          | PTB           | 1.291 | 1,17% | Reeleito    |
| 15 | Robertinho Mori       | PSL           | 1.290 | 1,17% | Reeleito    |
| 16 | André Rebello         | DEM           | 1.275 | 1,16% |             |
| 17 | Professora Neusa      | Cidadania     | 1.187 | 1,08% |             |
| 18 | Bruno Zancheta        | PL            | 1.066 | 0,97% |             |
| 19 | Dimitri               | PDT           | 913   | 0,83% | Reeleito    |
| 20 | Tiago Parelli         | PP            | 880   | 0,80% |             |
| 21 | Dé Alvim              | Solidariedade | 844   | 0,77% |             |

## Os presidentes da Câmara
Desde a emancipação administrativa de São Carlos do Pinhal, estes foram os os presidentes que conduziram a Câmara Municipal e seus respectivos períodos: 
- Joaquim R. R. Freire (1865-1869)
- Joaquim de Meira Botelho (1869-1874)
- José E. de Quadros Pacheco (1874-1877)
- Luiz C. de Arruda Mendes (1877-1881)
- Rodolfo Gastão Fernandes de Sá (1881-1887)
- Joaquim Campos de Arruda (1887-1888)
- José I. de C. Penteado (1888-1889)
- Vicente Cabral (1889-1890)
- José Ignácio de C. Penteado (1890-1892)
- Joaquim José Gonçalves Braga (1892-1894)
- Augusto de Souza Franco (1894-1896)
- Felipe Ladeira de Faria (1896-1898)
- Marcolino Lopes Barreto (1898-1902)
- Joaquim A. Gomide (1902-1903)
- Victor Manoel de Souza Lima (1903)
- Joaquim Augusto Gomide (1903-1905)
- Francisco X. de Almeida (1905)
- Serafim Vieira de Almeida (1905-1906)
- Afonso Botelho de Abreu Sampaio (1906-1908)
- Joaquim Augusto Gomide (1908-1911)
- José Augusto de Oliveira Salles (1911-1914)
- José Rodrigues Sampaio (1914-1919)
- Rodolfo Gastão Fernandes de Sá (1919-1920)
- Teodorico L. de A. Camargo (1920-1921)
- Dagoberto Salles (1921-1922)
- Delfino M. C. Penteado (1922-1927)
- Belarmino Indalécio de Souza (1923)
- José Fonseca Teixeira de Barros ( 1925-1926)
- Dagoberto Salles (1927-1928)
- Serafim Vieira de Almeida (1928-1929)
- Leonardo Carlos de Arruda Botelho (1929-1930)
- Ananias Evangelista de Toledo (1930-31)
- "Conselho Consultivo" (1931-1936)[13]
- Ananias Evangelista de Toledo (1936-37)
- Ernesto Pereira Lopes (1937)
- Carlos de Camargo Salles (1948-1949)
- Emílio Fehr (1950)
- José Paulo Spallini (1951)
- Aldo de Cresci (1952-1953)
- Alderico Vieira Perdigão (1954-1955)
- Francisco Xavier Amaral Filho (1956-1957)
- Emílio Fehr (1958)
- Orlando Marques (1959)
- Ary Pinto das Neves(1960-1961)
- Alfredo Petrilli (1962)
- Romualdo Pozzi (1963)
- Emílio Fehr (1964-1969)
- João de Santi (1969)
- Josué Mariutti Seppe (1969-1970)
- Rodolpho Partel (1970/1972)
- Emilio Fehr (1972-1973)
- Antonio Stella Moruzzi (1973-1975)
- Jamir Leôncio Schiavone  (1977-79/1980-82)
- Antonio Carlos Catharino (1983-1984)
- Samuel Tadeu Amaral (1985-1986)
- Vilberto Adolpho Cattani (1987-1988)
- João Paulo Gomes (1989-1990)
- Antonio Cabeça Filho (1991)
- João Carlos Gianlorenço (1992)
- Dorival Antonio Mazola Penteado (1993-1994)
- Paulo Edmundo Dias Duarte (1995-1996)
- Azuaite Martins de França (1997-1998)
- Antonio Carlos Catharino (1999-2000)
- João Batista Muller (2001-2002)
- Edson Antonio Fermiano (2003-2004)
- Diana Cury (2005-2006)
- Edson Antonio Fermiano (2007-2008)
- Lineu Navarro (2009-2010)
- Antonio Edson Fermiano (2011-2012)
- Marco Antonio Amaral (2013-2014)
- Lucão Fernandes (2015-2016)
- Julio César Pereira de Sousa (2017-2018)
- Luis Carlos Fernandes da Cruz (2019-2020)
- Roselei Aparecido Françoso (2021-2022)
- Marco Antonio Amaral (2023-2024)
- Lucão Fernandes (2025-2026)